# Dirivultus dentaneus
Dirivultus dentaneus är en kräftdjursart som beskrevs av Humes och Masahiro Dojiri 1980. Dirivultus dentaneus ingår i släktet Dirivultus och familjen Dirivultidae. Inga underarter finns listade i Catalogue of Life.